# 이고리 아시마노프
이고리 스타니슬라보비치 아시마노프(Игорь Станиславович Ашманов; 1962년 1월 9일~)는 정보기술, 인공지능, 소프트웨어 개발, 프로젝트 관리를 전문으로 하는 러시아 기업가이다. 그는 마이크로소프트 오피스의 러시아어 버전의 언어 모듈인 ORFO, 전자사전인 Multilex 및 스팸필터인 Spamtest의 개발을 감독했다.
그는 또한 아시마노프 & 파트너스의 경영 파트너이며, 수십 개의 IT 신생 기업의 투자자이자 공동 소유자로 러시아 IT 산업의 창립자들 중에서 가장 유명한 최고 관리자 중 한 명이다.
그는 또한 과학 박사, 억만장자로 러시아의 위대한 조국당 공동 대표이며 '인터넷 리서치 에이전시'의 공동 창업자이다.

## 초기
이고리 아시마노프는 1962년 1월 9일 모스크바에서 그의 아버지 스타니슬라프 아시마노프를 비롯한 수학자 집안에서 태어났다.
아버지 스타니슬라프 알렉산드로비치 아시마노프 (1941-1994)는 모스크바 국립대학교 (MSU) 대학원생으로 나중에 물리 및 수학 과학 박사이자 모스크바 국립대학교, 전산 수학 및 사이버네틱스 교수가 되었으며, 수리 경제학 분야 및 수학적 최적화 및 선형 프로그래밍에 관한 60개 이상의 논문 저자이다. 그의 어머니 나탈리아 알렉산드로프나 베레지나와 그의 할머니는 모두 모스크바 국립대학의 기계 및 수학 학부를 졸업했다.

## 교육
그는 모스크바 국립대학교, 역학 및 수학 학부에서 추상 대수학을 전공했다. 1983년에 〈On aspheric co-presentations of free groups and a problem by Philip Hall〉의 졸업논문으로 졸업했다.
1985-1987년에는 MSU의 역학 및 수학 학부의 추상 대수학과 대학원생이었고, 1995년에 ORFO의 아키텍처 및 알고리즘에 대한 설명을 기반으로 〈응용 언어 시스템의 아키텍처 및 산업에의 구현〉이라는 논문이 통과하여 과학 박사 학위(Doctor of Science)를 받았다.
2000-2001년에 그는 '러시아 대통령 국가 경제 및 공공 행정 아카데미'의 국제 비즈니스 고급학교의 〈전략 관리〉 과정의 MBA를 수료했다.

## 직업

### 도로드니친 컴퓨팅 센터
이고리 아시마노프는 인턴 연구원으로 도로드니친 컴퓨팅 센터의 인공 지능 부서에 합류하면서 IT 분야에서 경력을 쌓기 시작했다. 1985년에 센터의 연구원이 되어 이때에 자연어 기반 토론 시스템, 경제 컴퓨팅 등을 개발했다.

### 정보
1987년 'Informatic사'의 ORFO 맞춤법 검사기 개발자 팀에 합류하여 언어 코퍼스(corpus)를 담당했다. 그는 또한 Context 전자 사전, Logos 행간 번역 프로그램, Calligraph 하이픈 시스템, Sphinx 전체 텍스트 검색 엔진 및 Jordan 매트릭스 계산기의 개발을 지휘했다.
1991년 소련의 8월 쿠데타 동안 팀 리더를 포함한 대부분의 ORFO 개발자들은 러시아를 떠나 미국으로 향했다. 아시마노프는 소련에 머물기로 결정하고 ORFO 프로젝트를 이끌었다.
1992년에 ORFO는 IBM에 라이선스를 주었고 1994년에 마이크로소프트사에서는 주력인 마이크로소프트 오피스 제품의 러시아어 버전의 일부로 ORFO를 선택했다. 1995년 마이크로소프트사가 ORFO를 인수하면서 아시마노프는 Informatic사를 퇴직하였다.

### MediaLingua
1995년 이고리 아시마노프는 MediaLingua사를 공동 설립하여 CEO가 되었다. 이 회사는 러시아어 출판사로부터 전자 사전에 대한 독점권을 획득하고 전자 이중 언어 사전의 MultiLex 제품군을 만들었다.
1999년 MediaLingua의 대주주인 올레그 세레브레니코프는 회사의 개발 전략을 변경하기로 결정하여 이고리 아시마노프는 회사를 떠나 소프트웨어 연구 및 개발 이사로 Rambler사에 합류했다.

### 램블러
2001년 아시마노프는 Rambler의 최고 운영 책임자가 되었다. 그가 재직하는 동안 새로운 검색 코어인 'Rambler 2.0'이 개발 및 배포되었으며, 웹 포털의 20개 이상의 새로운 서비스가 출시되었다.
나중에 이고리 아시마노프는 Rambler에서 자신의 작업에 대한 책을 출판했는데, 《거품 속의 삶》 ("Жизнь внутри пузыря")은  대형 인터넷 지주 회사의 내부에서 벌어지는 일상을 밝히면서 베스트셀러가 되었다.
Rambler에서 근무한 1.5년 동안 아시마노프는 소유권 변경을 세 번 목격했지만 새 소유자 중 누구도 검색 엔진 개발에 관심을 보이지 않아서 2001년 5월 회사를 떠났다.

### A&P
2001년 후반에 아시마노프는 러시아에서 검색 엔진 최적화 시장을 시작하여 리더가 되는 컨설팅 회사 아시마노프 & 파트너스를 설립했다. 그는 Rambler의 전 동료들과 합류했는데 이들은 나중에 회사의 주주가 된다.
'아시마노프 & 파트너스'와 그 자회사는 현재 300명 이상의 직원을 고용하고 있다. 2011년 《The Firm's Secret》 잡지에서 보고한 바와 같이 '아시마노프 & 파트너스'는 매월 1,000명 이상의 고객에게 서비스를 제공했으며 러시아 온라인 마케팅 산업에서 총 시장 점유율은 5~10%였다.
통합 온라인 마케팅 서비스를 제공하는 것 외에도 A&P는 마케팅 전문가를 위한 기술을 개발하고 업계를 선도하는 컨퍼런스를 조직하며 A&P와 경쟁 회사의 전문가가 학생들을 교육하는 온라인 마케팅 아카데미를 운영한다. 2005년 인공지능 연구를 위한 자회사 '나노시멘틱스'가 설립되었다.
2007년에 '아시마노프 & 파트너스'의 연간 총 거래량은 'Finam Holdings'에 의해 미화 250만 달러로 추산되었다. Factus의 연간 웹 스튜디오 평가에 따르면 공개된 세금 보고서를 기반으로 한 '아시마노프 & 파트너스'의 2015년 총 거래량은 VAT ₽3억 이상이었다.
'아시마노프 & 파트너스'는 회사에서 인수하거나 시작한 여러개의 자회사를 보유하고 있다. 자회사는 공식적인 기업 그룹의 일부가 아니지만 '아시마노프 & 파트너스' 및 형제 회사의 리소스를 사용한다.

## 성과

### 재산
《Finace》 잡지에서는 2010년과 2011년 아시마노프의 재산을 5천만 달러로 2회 추정했다.
2012년 《The Firm's Secret》지는 아시마노프의 재산을 5,600만 달러로 추정했는데 2014년에는 2,200만 달러로 축소했다.

### 등위
이고리 아시마노프는 2004년과 2006년에 ROTOR의 '올해의 인물'에 지명되었으며 2008년에는 2위를 차지했다.
광고대행사인 '태그라인'의 '러시아 디지털 마케팅 및 웹 개발 시장의 주요 인물' 평가에서 2012년, 2013년, 2014년, 2015년에 계속 2위( 아르테미 레베데프 다음)를 차지하였다.
2011년 《Forbes Russia》는 아시마노프를 '러시아 인터넷 사업가 TOP30' 목록에 포함시켰다.
그는 또한 《The Firm's Secret》지에 따르면 '러시아 인터넷 백만장자 TOP100' (2012년 35위, 2014년 84위)에 속한다.

## 대중 활동
이고리 아시마노프는, '디지털 경제에 대한 대통령 집행실 기반 작업 그룹'(이고리 쇼골레프가 이끄는 ‘인터넷 + 사회’ 및 ‘인터넷 + 주권’의 하위 그룹), '국가 두마 기반 디지털 경제 위원회'( 위원장ː 뱌체슬라프 볼로딘), '통신부 기반 디지털 경제 실무 그룹'( ‘정보 보안’ 하위 그룹) 등의 여러 정부 실무 그룹에 적극적으로 참여하고 있다..
그는 또한 스콜코보 재단의 전문가 이자 전략 미사일 부대 육군 사관학교와 육군 참모 사관학교 강사로 빅데이터, 소셜 네트워크, 정보 전쟁에 대해 강의하고 있다.
2012년 6월부터 러시아 위대한 조국당의 공동대표를 맡고 있다.

## 사생활
이고리 아시마노프는 동방 정교회 기독교 신앙을 가지고 있다.
두 번째 아내(2001년 이후)는 IT 기업가이자 유진 카스퍼스키의 첫 번째 부인인 나탈리아 카스퍼스키이다. 그는 이 결혼에서 알렉산드라 (2005), 마리아 (2009), 바바라 (2012)의 세 자녀가 있다. 부부는 또한 카스퍼스키의 첫 결혼에서 얻은 두 아들 맥심과 이반을 키우고 있다.